# Teresa Prażmowska
Teresa Prażmowska, z domu Wysocka, secundo voto Wołowska, ps. T. P., Te. Pa., Tepa, Wacław Weresz, (ur. 1842 w Czortowicach, zm. 1912 w Warszawie) – polska pisarka, tłumaczka, działaczka społeczna i oświatowa.

## Życiorys
Teresa Prażmowska urodziła się w 1842 roku  we wsi Czortowice (w woj. lubelskim) w rodzinie ziemiańskiej; jako córka Stanisława Wysockiego i Tekli z Wereszczyńskich. Jej ojciec był ziemianinem i majorem 2 p. ułanów. Po śmierci ojca, w wieku 13 lat rozpoczęła naukę na pensji sióstr wizytek w Warszawie.
Za mąż wyszła w 1860 roku, za lekarza i ziemianina Franciszka Prażmowskiego. Po śmierci męża, przeniosła się do Warszawy, gdzie pracowała na pensjach jako nauczycielka literatury. W 1869 roku ponownie wyszła za mąż, za Franciszka Wołowskiego (który był ciotecznym bratem Celiny Mickiewiczowej. Po ślubie zamieszkała na krótko w Lublinie i z powrotem przeniosła się do Warszawy.
W stolicy rozpoczęła współpracę literacką z różnymi czasopismami, do których pisała własne utwory, przekłady, sprawozdania  i recenzje literatury angielskiej i francuskiej. Miała stałe rubryki w „Kłosach” i „Życiu”, jej utwory ukazywały się m.in.:  w latach 1868 – 1894 w Kronice Rodzinnej (w której w roku 1868  w numerach 11-16 ukazała się jej debiutancka powieść „Tajemnice życia”);1875 – 1909 w Kurierze Warszawskim; 1884-1906 w Biesiadzie Literackiej; 1880-1905 w Wieczorach Rodzinnych; 1887-1903 w Kurierze Codziennym; 1888-1891 w Tygodniku Ilustrowanym; 1901-1912 w Bluszczu. Współpracowała także z „Przyjacielem Dzieci” i „Tygodnikiem Romansów i Powieści”.
Pisała często opowiadania i komedyjki dla dzieci oraz powieści dydaktyczne i przygodowe dla dorastającej młodzieży (W dziewiczych lasach Ameryki, Serce).
Przekładała utwory wybitnych współczesnych twórców europejskich i amerykańskich, takich jak m.in.: Honoré Balzac, Paul Bourget, Elizabeth Barrett Browning, François Coppée, Alphonse Daudet, Victor Hugo, Rudyard Kipling, Henry Wadsworth Longfellow, Mark Twain.
Poza działalnością literacką pracowała jako nauczycielka na żeńskich pensjach. Prowadziła szeroką działalność społeczno-oświatową, pedagogiczną i patriotyczną. Była członkiem Kobiecego Koła Oświaty Ludowej, tajnej organizacji, której przewodniczącymi były Kasylda Kulikowska i Faustyna Morzycka. Należała do Ligi Polskiej (później Narodowej). Była działaczką Koła Kobiet Korony i Litwy (KKKiL). W 1906 roku imieniu Koła Kobiet Polskich z Warszawy złożyła na ręce posła do I Dumy ks. Jana Gralewskiego, deklarację w sprawie przyznania równych praw kobietom. Była współzałożycielką i prezesem Towarzystwa Opieki nad Dziećmi. Kierowała sekcją pedagogiczno-społeczną w Katolickim Związku Kobiet. Założyła Stowarzyszenie Umysłowo Pracujących Polek oraz Kursy dla Ochroniarek.
W 1893 roku za prowadzoną działalność patriotyczną i narodową została wydalona z granic Królestwa Polskiego  Wyjechała do Odessy gdzie została zatrzymana i zesłana do Archangielska (na pięć lat).  Do kraju wróciła w 1900 roku.
Teresa Prażmowska zmarła w Warszawie 5 marca 1912 roku, pochowana została na cmentarzu Powązkowskim.

## Twórczość
- Rozsądna panna – powieść (1870)
- Nie w porę – powieść (1871)[1]
- Podręcznik do nauki literatury powszechnej (1892)[2]
- W dziewiczych lasach Ameryki – powieść dla młodzieży (1894)[3]
- Serce – powieść dla młodzieży (1896)[4]
- Romans gąski – powieść (1904)[5]
- Na wyraju – powieść (1906)
- Z wyraju – drugi tom powieści Z wyraju
- Dzieje trzech rozbiorów Polski oraz ruchu narodowego w XIX w. (1910)[6]
- Z domów niewoli. Pokłon ziemi – poezje (1910)

### Przekłady
- Honoré Balzac, Kuzynka Bietka (1883)
- Henry Wadsworth Longfellow, Dwaj anieli
- Mark Twain, Przygody Hucka (1898)
- Elisabeth zu Wied, Pablo Domenich (1889)
- Jacques Fréhel, W Sudanie (1888)
- Ernest Legouvé, Szesnastoletnia uczennica (1892)
- Imre Madách, Tragedia człowieka (1899)